# Otinotoides albidus
Otinotoides albidus är en insektsart som beskrevs av Walker 1870. Otinotoides albidus ingår i släktet Otinotoides och familjen hornstritar. Inga underarter finns listade i Catalogue of Life.